# Farkasember
A farkasember vagy vérfarkas egy mitológiai lény. Alapvetően két fajtája van. Az egyik minden teliholdkor emberi mivoltából kivetkőzve viselkedik, saját barátját vagy/és szerettét is képes megölni. Ilyenkor öntudatlan, önkontrollra képtelen. A másik fajta képviselői önszántukból is képesek alakot váltani, nem éreznek semmiféle késztetést teliholdkor a gyilkolásra.
Eredetileg görög a neve, a λυκάνθρωπος (lükanthroposz), a görög lükosz (’farkas’) és az anthróposz (’ember’) szavak összevonásából keletkezett. A csehek ősi mitológiájában vlkodlak, a lengyeleknél wilkołak a neve; egyéb szláv elnevezései vukodlak, volkodlak, vurkolak, kudlak; a germánoknál werwolf (ógermán eredetű, ’emberfarkas’ jelentésű szó, ebből a mai angol werewolf); a románoknál priculici (innen jött a magyar prikulics szó) vagy a szláv névből származó vîrcolac.
A farkasember legendája az emberiség egyik legősibb és legismertebb mítosza. A vérfarkasokról szóló, alakváltó történeteket megtaláljuk mindenhol, ahol a világon írott történelem létezik. Egyes elemei a sámánizmusra vezethetők vissza. Olyan területeken is találkozni párhuzamaival, ahol nem élnek farkasok (például Brazíliában jaguárember, Japánban rókaember).
Hasonló lény a Wendigo, az algonkin indiánok vérfarkas-szerű mitológiai alakja.

## Megjelenés, tulajdonságok
Az európai folklór szerint a vérfarkasok megkülönböztető jegyeket viselnek magukon emberi alakjukban is: ilyenek például az összenőtt szemöldök, hegyes körmök, imbolygó járás. Az egyik alapvető módszer hogy megállapítsák egy emberről hogy vérfarkas, hogy ha vágást ejtenek a testén, akkor a seb belsejében szőr látszódik. Egy orosz babona szerint a vérfarkasoknak emberi alakjukban sörte nő a nyelvük alatt.
A vérfarkasok állati formájának megjelenése különféle hagyományokban eltérő, jellemzően nem különbözik az átlagos farkastól, bár a legtöbb monda szerint nincsen farkuk, emellett emberi szemük és hangjuk van. Visszatérve emberi alakjukba, gyenge, visszahúzódó, lelki fájdalomtól gyötört emberként dokumentálták. Sok vérfarkasról szóló írás a történelem folyamán olyan embernek írta le őket, akik melankolikusak, krónikus depressziótól szenvednek, és keserűek az általuk elkövetett bűnök miatt.
Az általánosan elterjedt nézet a középkori Európában az volt, hogy a vérfarkasok előszeretettel falták fel a frissen eltemetett holttesteket. Ez a nézet széles körben dokumentált, például a 19. századi Annales Medico-psychologiques kötetben is.
A skandináv hagyományok szerint a vérfarkasok jellemzően öregasszonyok, méregtől csöpögő karmokkal és bénító pillantással. A szerb mondák vukodlakjai évente összegyűlnek egy téli éjszakán, ahol közösen egy rituálé keretében levetik farkasbundájukat és a fákra akasztják, majd kölcsönösen elégetik egymás bundáját, ezzel szabadítva meg társukat az átoktól.
A haiti mondák szerinti jé-rouge-ok az éjszaka közepén felriasztják a gyermekes anyákat és elkérik gyermeküket, melyre a félig kába nők néha igent mondanak.
Néhány mai – általában fiatalok által ismert – történetben a vérfarkast úgy mutatják be, hogy az átalakulásnak több állomása van. Az első, hogy mikor dühös lesz vagy fél, emberi alakjában a szeme feltűnően, sárgásan „világít”, szemfogai hosszabbak és élesebbek lesznek (néha a köröm is hegyes lesz). A teljes átalakuláskor az ember nem két lábon járó szörny lesz, hanem a valódi farkashoz hasonló lény (esetleg nála nagyobb). A vérfarkas bármikor át tud változni, de a telihold hatással van rá és akkor elkerülhetetlenül átváltozik.

## A vérfarkassá válás
A vérfarkassá válás jó néhány különböző módszerét írták le az idők folyamán. A legnépszerűbb, hogy az embert megharapják, vagyis egy vérfarkas harapása által változik át. Egy másik lehetőség, ha az ember meztelenre vetkőzik és egy farkasbundából készült övet teker a dereka köré. Néhány helyen egy farkas egész bundáját említik.
Más forrásokban a teljes bőrfelületet be kell kenni valamilyen mágikus kenőccsel. Esővizet inni egy állat lábnyomából, vagy egy korty egy elvarázsolt forrásból szintén hatékony módszerei az átváltozásnak.
A 16. századi svéd író, Olaus Magnus szerint a litván vérfarkasok egy speciális alapanyagokból készített sörtől változnak át, míg Ralston az Orosz Énekek című könyvében a még mindig elterjedt bűverejű átváltoztató éneket is leírja.
Olaszországban, Franciaországban és Németország területén elterjedt hiedelem szerint vérfarkassá változni szerdán és pénteken éjjel lehetséges, teliholdkor, ha a telihold fénye az ember arcára vetül. Más verziók szerint egy vérfarkas harapása után kb. fél nap kell az átváltozásig és másnap ugyanakkor visszaváltozik a megharapott ember.
Más esetekben az átalakulás valamiféle sátáni eskü letétele után következik be. Ahogy Richard Verstegan írja a Restitution of Decayed Intelligence című könyvében:
„A vérfarkas oly kuruzsló vala, kiknek teste balzsammal kenetik meg, mely balzsam az ördög ösztöneit plántálja őbelé, és dereka az elkárhozott szíjjal körülöveztetik és mely az vonásait eltorzítja vala, nemcsak külsőkben mint az toportyán fíregét, hanem az lelkét is, mely az toportyánok természetét oltja beléje, ameddiglen csak az szíjat viseli. Ez idő alatt viselkedése akár farkasé, gyilkol vala.” A könyv 1628-ból való, és akkoriban ez a vélekedés volt elterjedt egész Európában.
A lükantrópia átka sok korabeli tudós szerint az isteni büntetés egy formája volt. A vérfarkasokról szóló történetek jó részében megjelenik Isten vagy egy szentje, mely egy-egy embert haragjukban átkoznak el és az így válik vérfarkassá. Sok helyütt említik, hogy a katolikus egyház által kiátkozott emberek válnak vérfarkassá.
Egy figyelemreméltó kivétel is akad az ördög és a lükantrópok együttműködése alól: egy kevéssé ismert per, mely egy 80 éves litván férfi, Thiess ellen folyt, 1692-ben, Jurgenburgban. Thiess eskü alatt vallotta, hogy ő és más vérfarkas társai alkották az Isten Kopói nevű csoportot. Állította, hogy harcosok voltak, akik alászálltak a pokolba, hogy boszorkányok és démonok ellen harcoljanak. Az ő erőfeszítéseiknek következtében nem volt képes a sátán a környékbeli eltévelyedett embereket lerántani magához a pokolba. Thiess határozott volt állításaiban, és elmondta hogy a német és orosz vérfarkasok ugyancsak harcoltak a sátán seregeivel a pokolban, és ragaszkodott ahhoz hogy a vérfarkas, ha meghal, tárt karokkal várják a mennyországban. Végül Thiess tíz korbácsütés büntetést kapott bálványimádás és babonaság miatt.[forrás?]
A modern kor horrorisztikus műveiben jellemzően a más vérfarkas általi harapás útján terjed a lükantrópia.
Az észak-amerikai kviljut legendákban is szerepelnek. Ha valaki farkassá akar válni, annak meg kell bűnhődnie. Rá kell jönnie, hogy mik a bűnei. Ha rájön, kicsit megváltozik, csendesebb lesz és visszahúzódó. Mikor telihold van, a sötétbe vágyik, vonyít.

## Gyenge pontok
A mai ezoterikus művek úgy írják le a vérfarkasokat, hogy az ezüsttel és higannyal szemben érzékenyek, ám bármilyen más támadással szemben különösen ellenállók. Ez a momentum nem jelenik meg a 19. század előtti művekben. (Úgy tűnik, hogy a gévaudani bestia 18. századi (részben valós) történeteiből kinőtt legenda ihlette ezt a gondolatot, mely szerint egy ezüst pisztolygolyó által végeznek a vérfarkassal.)
A vámpírokkal ellentétben a vérfarkasok nem érzékenyek a vallási ereklyékre és szimbólumokra, mint például a szenteltvíz vagy a kereszt. Néhány ország mondái szerint a rozs, a fagyöngy és a berkenye biztonságos távolban tartja a vérfarkasokat. A belgák szerint a hegyi kőris árnyékában biztonságban vannak a vérfarkasoktól, míg megint máshol a farkasszőlőt ajánlják a támadások ellen.

## Gyógymódok
Változatos módszerek állnak rendelkezésre a lükantrópia gyógyítására. Az antik világban a görögök és rómaiak úgy vélték, a lükantrópiát a kimerültség gyógyítja.
A középkori Európában három módszert tartottak számon: a gyógyír alkalmazását, sebészeti, vagy ördögűzési módot. Mindazonáltal jó néhány ezek közül a módszerek közül halálos volt a beteg számára. Szicíliában például úgy tartották, hogy a beteg homlokát egy erős és határozott mozdulattal késsel kell megszúrni a gyógyulás elérése érdekében. Ugyaninnen származik az a módszer, mely szerint a vérfarkas kezeit tűvel kell átszúrni.
Németalföldön, Schleswig-Holsteinben úgy gondolták a vérfarkas pusztán azzal meggyógyítható, ha háromszor a keresztnevén nevezik, míg Dániában azt tartották, hogy a vérfarkas meggyógyul ha csúnyán leszidják.
A megkeresztelés szintén elterjedt hiedelem volt a vérfarkasok gyógyításában. A Szent Hubertus iránti áhítat és imádság úgyszintén gyógyírként és védelemként szerepelt. Van ahol viszont a farkasfű nevezetű növényt tartják ellenszernek.

## Eredet
A farkasember-mítosz eredete két forrásból táplálkozik. Egyik az ősi civilizációk vallási világa, a másik a középkori hagyomány. E kettő összemosódva alkotja napjaink vérfarkas-képét. Az állattá való átváltozásban való hit az ősi sámánizmus maradványa, ezt mi sem bizonyítja jobban, mint az indiánok mondái.

## A germán néphitben-mitológiában
A germán mitológiában bizonyos emberek állatalakot tudnak felvenni. Ezek között csak egy az emberfarkas, aki emberekre és nyájakra támad, szétmarcangolja őket. Az átváltozás többnyire szándékos, de mint a szlávoknál, lehet varázslás következménye. Egyszer akarata ellenére változott emberfarkassá Sinfiötli és Sigmund. Vándorútjukon egyszer arra lettek figyelmesek, hogy két ember alszik a fa alatt, a fa ágain farkasbunda lóg. Kíváncsiságból felhúzták a farkasbőrt, és nyomban farkasként viselkedtek. A germán hit szerint a farkasember tíznaponként visszanyeri emberi alakját, hogy megpihenjen. Tíz nap múlva Sinfiötli és Sigmund is levedlettek, ekkor viszont elégették a farkasbőrt.

## Tudományos magyarázat
Mindezek szindrómához hasonló betegség tünetei, amikor egy ember bizonyos testrészein megvastagszik, gyorsabban növekszik a szőrzet (pl. a kar, a láb és a pajesz környéki területeken). Az is előfordulhat, hogy az ember fogai és az ínye ebből kifolyólag gyorsabb növekedését és a fogak, illetve az állkapocs tágulását tapasztaljuk, ezzel még inkább hasonulnak a farkas, vagy farkasemberekhez.
Ezekre könnyen, de nem olcsón megoldást lehet találni. A mai technológia már számunkra a lézeres szőrtelenítést is biztosítva tudjuk eltávolítani a számunkra nemkívánatos szőrzetet.

## A magyar néphitben
A magyar néphit farkasembere európai, főként szláv, germán, részben román eredetű hiedelemalak.
A 19-20. századi feljegyzések tanúsága szerint bizonyos egyének, főleg pásztorok képesek saját elhatározásukból farkassá változni. Ezek a hiedelmek főleg a Dunántúlon éltek, helyileg különböző névváltozatokkal: küldöttfarkas, farkaskoldus, szakállas farkas, küldött ördög és farkasvérű.
Az átalakulás képessége már csecsemőkorban elnyerhető pl. a bába vigyázatlansága vagy rosszindulata miatt. Ha az újszülöttet nyírfaabroncson keresztülbújtatja, a gyermekből hétéves korában csordásfarkas lesz, elmegy a háztól, farkasként éli életét, azután kedve szerint ölt ember- vagy farkas alakot. Az átváltozás képessége felnőttkorban is megszerezhető nyírfaabroncson való háromszori vagy hétszeri átbújással vadrózsatüske segítségével.
A rá vonatkozó hiedelemmondák főként az emberként megjelenő, de farkas alakban nyájat dézsmáló lény leleplezéséről szólnak. Farkasként kapott sérüléseit ugyanis emberként is viseli. Egyes mondákban megakadályozzák az átváltozást, elégetik az ehhez szükséges nyírfaabroncsot. A nyírfaabroncs az európai farkasbőr, farkasing, farkasbőr öv megfelelője.
A magyar mondák kevésbé utalnak a periodikus farkassá változásra. A kevés erről szóló lejegyzett anyagban a téli napforduló, húsvét vagy telihold ideje szerepel. Az égitestekkel kapcsolatos az emberfarkas „holdrabló”, „naprabló” természete - neki tulajdonítják a hold- illetve napfogyatkozást.
A 17-18. századi Magyarországon boszorkányperek mellett zajlottak farkasember-perek is, a farkassá válás képességét másodlagosan ruházták át a boszorkányokra.

## Feljegyzések állítólagos farkasemberekről
- A görög mitológiában szerepel egy Lükaón nevű uralkodó, aki nem hitt az igazi istenekben és elszánta magát, hogy kipróbálja őket egy adag emberi hússal, amit a tiszteletükre rendezett ünnepségen a sok étel egyikeként szolgáltak fel. A kannibalizmust mélységesen elítélték a világnak ezen a részén. Az istenek, miután felfedezték a tiltott húst, Lükaón királyt farkassá változtatták.
- Hérodotosz szerint i. e. IV.-V. században a Fekete-tenger partján élő őslakók varázslók voltak, kik évente néhány napra farkassá változtak, majd ha akartak vissza tudtak alakulni.
- Ovidius (i. e. 43 – i. sz. 18) „Metamorphoses” című elbeszélő költeményében feljegyzett egy olyan alakváltozást, amely egy bűn megtorlásaként történt. A költeményben megemlékezik egy legendáról, amelyben rejtélyes alakváltozások szerepelnek a teremtés idejétől kezdve egészen Julius Caesar koráig.
- i. sz. I. században id. Plinius író már valóságos lénynek írja le őket.
- 1793 - Gilles Garnier. Gilbert egy erdei remete, otthonról elkóborolt gyermekeket falt fel. A szemtanúk elmesélték, hogy látták, amint Gilbert ilyenkor farkas alakot ölt. Elfogása után beismerte farkasember mivoltát, és mint boszorkányt 1793 januárjában elégették.

## Farkasemberek a modern kultúrában

### Könyvek
- Anthony Grey: Vérfarkas az Alpokban (regény)
- Leslie L. Lawrence: A vérfarkas éjszakája (regény)
- Remus Lupin és Fenrir Greyback, a Harry Potter-könyvek szereplői
- Quileute törzs, Jacob Black és rokonai az Alkonyat c. regényben és annak filmváltozataiban
- Richard Zeeman és a többi vérfarkas Laurell K. Hamilton Anita Blake című regényeiben
- Teen Wolf - Scott és falkája
- A Hemlock Grove című regény és televíziós sorozat szereplői

### Versek
- Tamás István: A Szakállas Farkas legendája[1]

### Képregény
- Kardfog(ú) az X-Men képregényekben /filmekben

### Filmek, sorozatok
- Farkasember (1941), George Waggner filmje
- Egy amerikai farkasember Londonban (1981), John Landis filmje
- Az ifjú farkasember (1985), Rod Daniel filmje
- Farkas (1994), Mike Nichols filmje
- Egy amerikai farkasember Párizsban (1997), Anthony Waller filmje
- Farkasember (2008), Vécsei Márton filmje
- Farkasember (2010), Joe Johnston filmje
- A Lockwood-család tagjai a Vámpírnaplók című tévésorozatban
  - Klaus Mikaelson a Vámpírnaplók című sorozatban egy vámpír-vérfarkas hibrid